# Estación Tanjong Pagar
La Estación de Tanjong Pagar (en malayo: Stesen Keretapi Tanjong Pagar; ; en tamil: தஞ்சோங் பகார் ரயில் நிலையம்), también llamada estación de ferrocarril de Singapur  (en malayo: Stesen Keretapi Singapura; ; en tamil: சிங்கப்பூர் ரயில் நிலையம்) es una antigua estación de ferrocarril en Singapur. La estación era el extremo sur de la red operada por Keretapi Tanah Melayu (KTM), el principal operador ferroviario en Malasia, hasta el 30 de junio de 2011, cuando la estación dejó de operar con la reubicación de la estación KTM en Woodlands Train Checkpoint.
El terreno en el que se encontraban la estación y las vías del ferrocarril KTM era originalmente propiedad de KTM y sobre el cual Malasia tenía soberanía parcial. Este acuerdo duró hasta el 30 de junio de 2011, cuando finalizó el servicio ferroviario a Tanjong Pagar y la tierra volvió a Singapur.
El edificio principal de la estación de ferrocarril fue declarado como monumento nacional el 9 de abril de 2011, completando uno de los objetivos de los nuevos Puntos de Acuerdo entre Malasia y Singapur. Será un sitio futuro para la estación Cantonment MRT, una de las estaciones para la línea Circle MRT Etapa 6 del Metro de Singapur.